# Parioli Challenger 1989
Il Parioli Challenger 1989 è stato un torneo di tennis facente parte della categoria ATP Challenger Series nell'ambito dell'ATP Challenger Series 1989. Il torneo si è giocato a Parioli in Italia dal 1 al 7 maggio 1989 su campi in terra rossa.

## Vincitori

### Singolare
Stefano Pescosolido ha battuto in finale  Oliver Fuchs con il punteggio di 6–1, 6–2

### Doppio
Massimo Cierro /  Alessandro De Minicis hanno battuto in finale  Enrico Cocchi /  Francesco Pisilli 6–4, 6–1